# Аличе (певица)
Карла Бисси (итал. Carla Bissi; род. 26 сентября 1954, Форли, Эмилия-Романья), известная также как Аличе Висконти (итал. Alice Visconti) или просто Аличе — итальянская певица, автор песен и пианистка.
Начала карьеру в 1971 году, приняв участие и выиграв на фестивале в Кастрокаро под своим именем Карла Бисси, с кавер-версией песни «Tanta voglia di lei», первоначально написанной и записанной итальянской рок-группой Pooh. Позже выпустила ряд синглов, которые оказались коммерчески неудачными.
Настоящий прорыв ждал Аличе после победы на фестивале в Сан-Ремо с песней «Per Elisa» в 1981 году. В 1984 году она представляла Италию на конкурсе песни «Евровидение» с песней «I treni di Tozeur» вместе со давним соавтором Франко Баттиато, дуэт в итоге занял пятое место.
Пик популярности пришёлся на 80-е годы, когда исполнительница выпустила такие успешные синглы как «Una notte speciale», «Messaggio», «Chan-son Egocentrique», «Prospettiva Nevski» и «Nomadi», а также альбомы, Gioielli rubati, Park Hotel, Elisir и Il sole nella pioggia, попавшие в чарты стран континентальной Европы, Скандинавии и Японии. 
На более поздних этапах камеры Аличе пробовала себя в различных музыкальных жанрах, включая классику, джаз, электронику и эмбиент, и сотрудничала с большим количеством известных британских и американских музыкантов.

## Дискография
Студийные альбомы
- La mia poca grande età[итал.] (1975)
- Cosa resta… un fiore[итал.] (1978)
- Capo Nord[итал.] (1980)
- Alice (альбом Аличе)[итал.]
- Azimut (альбом Аличе)[итал.] (1982)
- Falsi allarmi[итал.] (1983)
- Gioielli rubati[итал.] (1985)
- Park Hotel[итал.] (1986)
- Elisir[итал.] (1987)
- Mélodie passagère[итал.] (1988)
- Il sole nella pioggia[итал.] (1989)
- Mezzogiorno sulle Alpi[итал.] (1992)
- Charade[итал.] (1995)
- Exit[итал.] (1998)
- God Is My DJ[итал.] (1999)
- Personal Juke Box[итал.] (2000)
- Viaggio in Italia[итал.] (2003)
- Samsara[итал.] (2012)
- Weekend[итал.] (2014)